# Campeonato Sergipano de Futebol de 2020 - Série A2
O Campeonato Sergipano da Série A2 de 2020 foi a 32ª edição do torneio e corresponde à segunda divisão do futebol do estado de Sergipe em 2020.

## Previsões do Campeonato
Depois de a competição tomar as maiores proporções da sua história desde 2014 e de ter mostrado uma grande competitividade de 2015 a 2019 a segunda divisão estadual de 2020 pretender ser bem equilibrada. Isso porque dará vaga para dois clube ao acesso.
Com as novas medidas tomada pela Federação Sergipana de Futebol de profissionalizar cada vez mais o futebol de Sergipe, muitos clubes tradicionais do estado correm atrás a se adequar as exigências e participar do certame..
O congresso técnico ocorreu no dia 20 de agosto na sede da Federação Sergipana de Futebol e teve a participação dos dirigentes dos dezoitos clubes participantes do certame..

## Transmissões
A competição terá transmissão ao vivo de um jogo por rodada, através da TV FSF em parceria com o aplicativo MyCujoo.

## Formato e Regulamento
O Campeonato será disputado em quatro fases: Primeira Fase, Quartas de Finais, Semifinais e Final.
Na Primeira Fase, os 18 (dezoito) clubes serão divididos em quatro grupos, o Grupo A e B com quatro equipes, o Grupo C e D com cinco equipes, definidos pelo critério geográfico. Os clubes jogarão entre si dentro do grupo, em partidas de ida e volta, totalizando seis e dez partidas para cada clube respectivamente para os grupos com quatro e cinco clubes, classificando-se os dois primeiros colocados de cada grupo para as quartas de finais. Em caso de empate em pontos ganhos entre dois ou mais clubes ao final da Primeira Fase, o desempate, para efeito de classificação, será efetuado observando-se os critérios abaixo:
1. Maior número de vitórias;
2. Maior saldo de gols;
3. Maior número de gols pró;
4. Confronto direto (entre dois clubes somente);
5. Sorteio.

Nas Quartas de Finais, os oito clubes qualificados jogarão partidas de ida e volta, com mando de campo do clube com melhor colocação na Primeira Fase, nos seguintes grupos:
- GRUPO C: 1° Colocado do Grupo A x 2° Colocado do Grupo B
- GRUPO D: 1° Colocado do Grupo B x 2° Colocado do Grupo A
- GRUPO E: 1° Colocado do Grupo C x 2° Colocado do Grupo D
- GRUPO F: 1° Colocado do Grupo D x 2° Colocado do Grupo C

Em caso de empate em pontos e saldo de gols ao final da partida, as equipes decidirão a classificação em disputa de pênaltis.
Nas Semifinais, os quatro clubes qualificados jogarão ida e volta, com mando de campo do para o clube com melhor campanha somando a Primeira Fase e Quartas de Finais, nos seguintes grupos:
- GRUPO G: Classificado do Grupo C x Classificado do Grupo D
- GRUPO H: Classificado do Grupo E x Classificado do Grupo F

Em caso de empate em pontos e saldo de gols ao final da segunda partida, as equipes decidirão a classificação em disputa de pênaltis.
Na Final, os clubes vencedores do confronto semifinal jogarão em partida única com mando de campo para o clube com melhor campanha somando a Primeira Fase, Quartas de Finais e Semifinais na Arena Batistão. Em caso de empate, haverá disputa de pênaltis para decidir o campeão.
O campeão e o vice garantem vaga na Série A1 2021.

## Equipes Participantes

### Rebaixados
| Pos. | Rebaixados da Série A1 de 2019 |
| ---- | ------------------------------ |
| 8º   | Guarany-SE                     |
| 9º   | Olímpico                       |

Abaixo a lista dos clubes que vão participar do campeonato que acontecera no segundo semestre de 2020. As equipes teve sua participação confirmada pela Federação Sergipana de Futebol e poderá haver desistência de algum clube até o inicio da competição.
| Baixa | Equipes rebaixadas da Série A1 de 2019 |

## Primeira Fase
|  |                                 |
|  | Classificados para a Fase Final |
|  | Eliminados                      |

### Grupo A
| Pos | Times              | Pts | J | V | E | D | GP | GC | SG  |
| --- | ------------------ | --- | - | - | - | - | -- | -- | --- |
| 1   | Atlético Gloriense | 16  | 6 | 5 | 1 | 0 | 21 | 3  | +18 |
| 2   | Força Jovem        | 10  | 6 | 3 | 1 | 2 | 5  | 7  | –2  |
| 3   | Guarany-SE         | 6   | 6 | 1 | 3 | 2 | 5  | 8  | –3  |
| 4   | Canindé            | 1   | 6 | 0 | 1 | 5 | 1  | 14 | –13 |

|                    | ATG   | CAN   | FJV   | GUA   |
| ------------------ | ----- | ----- | ----- | ----- |
| Atlético Gloriense | —     | 2 – 0 | 4 – 0 | 4 – 0 |
| Canindé            | 0 – 6 | —     | 0 – 1 | 1 – 3 |
| Força Jovem        | 1 – 3 | 2 – 0 | —     | 1 – 0 |
| Guarany-SE         | 2 – 2 | 0 – 0 | 0 – 0 | —     |

|  |                     |  |        |  |                      |
|  | Vitória do Mandante |  | Empate |  | Vitória do Visitante |

Rodadas na liderança e Lanterna
Em negrito, os clubes que mais permaneceram na liderança.
| Liderança          | Liderança | Liderança | Liderança | Liderança | Liderança | Liderança | Liderança | Liderança |
| ------------------ | --------- | --------- | --------- | --------- | --------- | --------- | --------- | --------- |
| 1                  | 2         | 3         | 4         | 5         | 6         |           |           |           |
| ATLÉTICO GLORIENSE |           |           |           |           |           |           |           |           |
| Lanterna           |           |           |           |           |           |           |           |           |
| 1                  | 2         | 3         | 4         | 5         | 6         |           |           |           |
| GUARANY            | GUARANY   | CANINDÉ   | CANINDÉ   | CANINDÉ   | CANINDÉ   |           |           |           |

### Grupo B
| Pos | Times           | Pts | J | V | E | D | GP | GC | SG |
| --- | --------------- | --- | - | - | - | - | -- | -- | -- |
| 1   | Rosário Central | 11  | 6 | 3 | 2 | 1 | 8  | 3  | +5 |
| 2   | Santa Cruz      | 9   | 6 | 3 | 0 | 3 | 9  | 6  | +3 |
| 3   | Amadense        | 8   | 6 | 2 | 2 | 2 | 6  | 10 | –4 |
| 4   | Coritiba-SE     | 5   | 6 | 1 | 2 | 3 | 6  | 10 | –4 |

|                 | AMA   | CTB   | RCT   | STC   |
| --------------- | ----- | ----- | ----- | ----- |
| Amadense        | —     | 2 – 2 | 0 – 0 | 2 – 1 |
| Coritiba-SE     | 1 – 2 | —     | 0 – 0 | 1 – 2 |
| Rosário Central | 2 – 0 | 4 – 1 | —     | 2 – 0 |
| Santa Cruz      | 4 – 0 | 0 – 1 | 2 – 0 | —     |

|  |                     |  |        |  |                      |
|  | Vitória do Mandante |  | Empate |  | Vitória do Visitante |

Rodadas na liderança e Lanterna
Em negrito, os clubes que mais permaneceram na liderança.
| Liderança       | Liderança  | Liderança | Liderança | Liderança | Liderança | Liderança | Liderança | Liderança |
| --------------- | ---------- | --------- | --------- | --------- | --------- | --------- | --------- | --------- |
| 1               | 2          | 3         | 4         | 5         | 6         |           |           |           |
| ROSÁRIO CENTRAL |            |           |           |           |           |           |           |           |
| Lanterna        |            |           |           |           |           |           |           |           |
| 1               | 2          | 3         | 4         | 5         | 6         |           |           |           |
| SANTA CRUZ      | SANTA CRUZ | COR       | STC       | COR       | COR       |           |           |           |

### Grupo C
| Pos | Times            | Pts | J | V | E | D | GP | GC | SG  |
| --- | ---------------- | --- | - | - | - | - | -- | -- | --- |
| 1   | Maruinense       | 21  | 8 | 7 | 0 | 1 | 21 | 4  | +17 |
| 2   | Desportiva Barra | 12  | 8 | 3 | 3 | 2 | 11 | 9  | +2  |
| 3   | Socorrense       | 11  | 8 | 3 | 2 | 3 | 11 | 10 | +1  |
| 4   | Socorro          | 11  | 8 | 3 | 2 | 3 | 9  | 11 | –2  |
| 5   | Aracaju          | 1   | 8 | 0 | 1 | 7 | 5  | 23 | –18 |

|                  | ARA   | DBA   | MAR   | SSC   | SOC   |
| ---------------- | ----- | ----- | ----- | ----- | ----- |
| Aracaju          | —     | 1 – 2 | 1 – 4 | 0 – 1 | 0 – 2 |
| Desportiva Barra | 1 – 1 | —     | 1 – 2 | 4 – 1 | 1 – 1 |
| Maruinense       | 7 – 0 | 2 – 0 | —     | 1 – 2 | 3 – 0 |
| Socorro          | 3 – 1 | 0 – 0 | 0 – 1 | —     | 2 – 4 |
| Socorrense       | 3 – 1 | 1 – 2 | 0 – 1 | 0 – 0 | —     |

|  |                     |  |        |  |                      |
|  | Vitória do Mandante |  | Empate |  | Vitória do Visitante |

Rodadas na liderança e Lanterna
Em negrito, os clubes que mais permaneceram na liderança.
| Liderança | Liderança | Liderança  | Liderança  | Liderança  | Liderança | Liderança  | Liderança  | Liderança  | Liderança  |
| --------- | --------- | ---------- | ---------- | ---------- | --------- | ---------- | ---------- | ---------- | ---------- |
| 1         | 2         | 3          | 4          | 5          | 6         | 7          | 8          | 9          | 10         |
| SSC       | DBA       | MARUINENSE | MARUINENSE | MARUINENSE | SOC       | MARUINENSE | MARUINENSE | MARUINENSE | MARUINENSE |
| Lanterna  |           |            |            |            |           |            |            |            |            |
| 1         | 2         | 3          | 4          | 5          | 6         | 7          | 8          | 9          | 10         |
| MAR       | ARACAJU   | ARACAJU    | ARACAJU    | ARACAJU    | ARACAJU   | ARACAJU    | ARACAJU    | ARACAJU    | ARACAJU    |

### Grupo D
| Pos | Times           | Pts | J | V | E | D | GP | GC | SG  |
| --- | --------------- | --- | - | - | - | - | -- | -- | --- |
| 1   | Olímpico        | 22  | 8 | 7 | 1 | 0 | 12 | 2  | +10 |
| 2   | Boquinhense     | 13  | 8 | 3 | 4 | 1 | 5  | 3  | +2  |
| 3   | Independente-SE | 9   | 8 | 2 | 3 | 3 | 10 | 10 | 0   |
| 4   | Estanciano      | 8   | 8 | 2 | 2 | 4 | 9  | 9  | 0   |
| 5   | Sete de Junho   | 2   | 8 | 0 | 2 | 6 | 4  | 16 | –12 |

|                 | BOQ   | EST   | IND   | OLÍ   | SJU   |
| --------------- | ----- | ----- | ----- | ----- | ----- |
| Boquinhense     | —     | 1 – 0 | 2 – 1 | 0 – 0 | 0 – 0 |
| Estanciano      | 1 – 1 | —     | 0 – 0 | 1 – 2 | 2 – 1 |
| Independente-SE | 0 – 0 | 3 – 2 | —     | 0 – 1 | 4 – 0 |
| Olímpico        | 1 – 0 | 1 – 0 | 3 – 0 | —     | 2 – 1 |
| Sete de Junho   | 0 – 1 | 0 – 3 | 2 – 2 | 0 – 2 | —     |

|  |                     |  |        |  |                      |
|  | Vitória do Mandante |  | Empate |  | Vitória do Visitante |

Rodadas na liderança e Lanterna
Em negrito, os clubes que mais permaneceram na liderança.
| Liderança | Liderança     | Liderança     | Liderança     | Liderança     | Liderança     | Liderança     | Liderança     | Liderança     | Liderança     |
| --------- | ------------- | ------------- | ------------- | ------------- | ------------- | ------------- | ------------- | ------------- | ------------- |
| 1         | 2             | 3             | 4             | 5             | 6             | 7             | 8             | 9             | 10            |
| OLÍ       | EST           | OLÍMPICO      | OLÍMPICO      | OLÍMPICO      | OLÍMPICO      | OLÍMPICO      | OLÍMPICO      | OLÍMPICO      | OLÍMPICO      |
| Lanterna  |               |               |               |               |               |               |               |               |               |
| 1         | 2             | 3             | 4             | 5             | 6             | 7             | 8             | 9             | 10            |
| IND       | SETE DE JUNHO | SETE DE JUNHO | SETE DE JUNHO | SETE DE JUNHO | SETE DE JUNHO | SETE DE JUNHO | SETE DE JUNHO | SETE DE JUNHO | SETE DE JUNHO |

## Segunda fase
Em itálico, os times que possuem o mando de campo no jogo do confronto e em negrito os times classificados.
|  | Quartas-de-final   | Quartas-de-final   | Quartas-de-final   | Quartas-de-final   |   |                    | Semifinais          | Semifinais          | Semifinais          | Semifinais          |  |  | Final              | Final          | Final          | Final          |
|  | 9 e 12 de dezembro | 9 e 12 de dezembro | 9 e 12 de dezembro | 9 e 12 de dezembro |   |                    | 16 e 19 de dezembro | 16 e 19 de dezembro | 16 e 19 de dezembro | 16 e 19 de dezembro |  |  | 22 de dezembro     | 22 de dezembro | 22 de dezembro | 22 de dezembro |
|  |                    |                    |                    |                    |   |                    |                     |                     |                     |                     |  |  |                    |                |                |                |
|  | Atlético Gloriense | 2                  | 2                  | 4                  |   |                    |                     |                     |                     |                     |  |  |                    |                |                |                |
|  | Santa Cruz         | 1                  | 1                  | 2                  |   |                    |                     |                     |                     |                     |  |  |                    |                |                |                |
|  | Santa Cruz         | 1                  | 1                  | 2                  |   | Atlético Gloriense | 3                   | 1                   | 4                   |                     |  |  |                    |                |                |                |
|  |                    |                    |                    |                    |   | Atlético Gloriense | 3                   | 1                   | 4                   |                     |  |  |                    |                |                |                |
|  |                    | Rosário Central    | 0                  | 0                  | 0 |                    |                     |                     |                     |                     |  |  |                    |                |                |                |
|  | Rosário Central    | Rosário Central    | 0                  | 0                  | 0 | 1                  | 3                   | 4                   |                     |                     |  |  |                    |                |                |                |
|  | Rosário Central    |                    |                    |                    |   | 1                  | 3                   | 4                   |                     |                     |  |  |                    |                |                |                |
|  | Força Jovem        | 1                  | 2                  | 3                  |   |                    |                     |                     |                     |                     |  |  |                    |                |                |                |
|  |                    |                    |                    |                    |   |                    |                     |                     |                     |                     |  |  | Atlético Gloriense | 1              |                |                |
|  |                    |                    | Maruinense         | 2                  |   |                    |                     |                     |                     |                     |  |  |                    |                |                |                |
|  | Maruinense         | 1                  | 1                  | 2                  |   |                    |                     |                     |                     |                     |  |  |                    |                |                |                |
|  | Boquinhense        | 2                  | 0                  | 2                  |   |                    |                     |                     |                     |                     |  |  |                    |                |                |                |
|  | Boquinhense        | 2                  | 0                  | 2                  |   | Maruinense         | 0                   | 2                   | 2                   |                     |  |  |                    |                |                |                |
|  |                    |                    |                    |                    |   | Maruinense         | 0                   | 2                   | 2                   |                     |  |  |                    |                |                |                |
|  |                    | Olímpico           | 1                  | 0                  | 1 |                    |                     |                     |                     |                     |  |  |                    |                |                |                |
|  | Olímpico           | Olímpico           | 1                  | 0                  | 1 | 2                  | 3                   | 5                   |                     |                     |  |  |                    |                |                |                |
|  | Olímpico           |                    |                    |                    |   | 2                  | 3                   | 5                   |                     |                     |  |  |                    |                |                |                |
|  | Desportiva Barra   | 2                  | 0                  | 2                  |   |                    |                     |                     |                     |                     |  |  |                    |                |                |                |

### Premiação
| Campeonato Sergipano de 2020 Série A2 |
| ------------------------------------- |
| Maruinense Campeão (2º título)        |